# Vânia Dias da Silva
Vânia Carvalho Dias da Silva de Antas de Barros (Guimarães, Azurém, 12 de julho de 1977) é uma advogada e política portuguesa.

## Biografia
Licenciada em Direito pela Faculdade de Direito da Universidade de Coimbra, com frequência de doutoramento em Relações Internacionais e Ciência Política, é advogada e jurista.
Foi subsecretária de Estado adjunta do ministro dos Negócios Estrangeiros, Paulo Portas, no XIX Governo Constitucional, liderado por Pedro Passos Coelho.
Foi eleita deputada do CDS – Partido Popular pelo círculo eleitoral de Braga para a XIII Legislatura, entre 2015 e 2019. Fez parte das Comissões Parlamentares de Assuntos Constitucionais, Direitos, Liberdades e Garantias; de Educação e Ciência como Suplente; de Trabalho e Segurança Social como Suplente; de Cultura, Comunicação, Juventude e Desporto como Suplente; Eventual para o Reforço da Transparência no Exercício de Funções Públicas como Coordenadora do Grupo Parlamentar; Eventual de Inquérito Parlamentar à atuação do XXI Governo Constitucional no que se relaciona com a nomeação e a demissão da Administração do Dr. António Domingues como Suplente; e aos Grupos de Trabalho do Mercado Único Digital, de Audição de Peticionantes e da Petição N.º 250/XIII/2.ª - Toda a vida tem dignidade, como Coordenadora.
Casou em Vila do Conde, Azurara, a 15 de julho de 2006 com Miguel Luís Doutel de Almeida de Antas de Barros (Braga, São João do Souto, 16 de setembro de 1974), advogado, do qual tem um filho.
Anunciou a desfiliação do CDS-PP em outubro de 2021, por divergências com a direção do partido liderada por Francisco Rodrigues dos Santos.